# Perché non possiamo essere cristiani (e meno che mai cattolici)
(Piergiorgio Odifreddi, Perché non possiamo essere cristiani)
Perché non possiamo essere cristiani (e meno che mai cattolici) è un saggio del matematico Piergiorgio Odifreddi.
Ispirato, come affermato dallo stesso autore, ad altri testi con titoli similari (Perché non possiamo non dirci "cristiani" di Benedetto Croce e Perché non sono cristiano di Bertrand Russell), il libro vuole essere una critica al cattolicesimo e al Cristianesimo: in opposizione a coloro che cercano una forma di razionalità nella religione, Odifreddi evidenzia le incongruenze e gli errori che ritiene presenti nella Bibbia e nei Vangeli, oltre che nelle interpretazioni che delle sacre scritture la Chiesa cattolica ha dato.
Nel libro sono citate - in oltre ottocento note e citazioni - tutte le fonti da cui sono tratte le critiche.

## Contenuti

### La Bibbia
Nella prima parte del volume viene contestata la credibilità, l'accuratezza e la storicità del racconto biblico. Se ne evidenziano le incongruenze, quali ad esempio la contraddittorietà tra le due riconoscibili cosmogonie, e si sottolinea l'immoralità del comportamento dei padri fondatori mettendo in dubbio la moralità di Abramo, secondo i precetti della Chiesa cattolica e secondo quanto affermato dalla Bibbia (la traduzione utilizzata da Odifreddi è la Bibbia CEI, versione ufficiale della CEI).
Si illustra inoltre la possibile origine politeista della religione ebraica, desumibile dall'uso dei diversi termini Jahvé e Elohim per indicare il dio, nonché dal fatto che proprio la parola Elohim è un sostantivo plurale.
Un altro punto della sua critica sono le diverse versioni dei dieci comandamenti: nelle due scritture originali dell'antico testamento (Es20,2-17; Dt5,6-21), secondo quella che per Odifreddi sarebbe la suddivisione del testo, i versetti Es20,4 e Dt5,8 sono considerati il secondo comandamento, che proibisce la rappresentazione di immagini di Dio e della natura. La tesi dell'autore è che la Chiesa abbia eliminato tale passaggio e che, per mantenere il numero dieci, il decimo comandamento sia stato suddiviso in due (Es20,17 e Dt5,21).
Il libro include, con una certa dose di sarcasmo, critiche scientifiche, citando errori che "non sono certo perdonabili a un presunto creatore". Per esempio, si citano i passi in cui si parla di "insetti con quattro zampe" (Lev11,23) (gli insetti hanno invece sei zampe), o il dire che "la lepre, perché rumina, ma non ha l'unghia divisa, la considererete immonda" (Lev11,6): l'animale in effetti non è un ruminante, tuttavia ingerisce il ciecotrofo (le cosiddette feci molli), cosa che per alcuni è assimilabile alla ruminazione.

### Cristiani e «cretini»
Odifreddi cita esplicitamente la voce dell'Enciclopedia (1754) ripresa dal Pianigiani nel 1907, nella quale la provenienza etimologica della parola cretino viene fatta risalire al termine cristiano (attraverso il francese crétin, da chrétien). Il matematico usa l'argomento per sostenere, tra il serio e il faceto, la «letterale» cretineria dei cristiani, invitando alla riflessione sulle parole che Cristo stesso pronunciò nel Discorso della Montagna: "Beati i poveri in spirito, perché di essi è il regno dei cieli". Chiamata in causa, l'Accademia della Crusca ha fatto chiarezza, affermando che "i dizionari etimologici oggi accreditati concordano nel riconoscere a cretino la derivazione da cristiano, e a essi si associano dizionari dell’uso quali GRADIT, Sabatini-Coletti, ZINGARELLI 2012, Devoto-Oli 2012", facendo notare però che l'accezione all'epoca non era affatto negativa.

### I Vangeli
Odifreddi sostiene che non ci siano testimonianze storicamente accettabili dell'esistenza di Gesù scritte dai suoi contemporanei (le fonti non cristiane - romane, ebree - che attestano la storicità della figura di Cristo sono posteriori alla sua morte), perciò le uniche fonti su cui ci si può basare sarebbero solamente i Vangeli.
Anche nei Vangeli Odifreddi trova parecchie incongruenze, in particolare confrontando le quattro versioni di Marco, Matteo, Luca e Giovanni. Anche la descrizione dell'elemento fondante del Cristianesimo ovvero la resurrezione di Cristo (per san Paolo "se Cristo non è resuscitato allora è vana la nostra predicazione ed è vana pure la nostra fede" 1Co15,14) viene considerata poco credibile e contraddittoria.

### La Chiesa cattolica d'occidente
Nell'ultima parte del libro, l'autore analizza le interpretazioni, le opinioni e le aggiunte che la Chiesa avrebbe apportato alla dottrina; viene anche esaminata una serie di limiti, difetti ed errori riscontrati dall'autore nella storia di questa istituzione dagli inizi fino ai giorni nostri, passando dall'inquisizione e le indulgenze di ieri agli scandali sulla pedofilia e l'otto per mille di oggi.

#### In Italia: l'otto per mille
La cifra annua percepita dalla Conferenza Episcopale Italiana tramite l'otto per mille è di circa un miliardo di euro e soltanto il 20% di questa somma è destinato ad interventi caritativi. A essa andrebbe poi aggiunta una cifra dello stesso ordine di grandezza fornita dallo Stato (senza contare contributi riconosciuti da Enti locali: Comuni, Regioni e Province). Aggiungendo poi una buona parte del miliardo e mezzo di euro di finanziamenti pubblici alla sanità, molta della quale è gestita da istituzioni cattoliche, secondo i calcoli di Odifreddi si arriva ad una cifra complessiva di circa tre miliardi di euro. Considerando ancora le mancate entrate allo Stato, dovute alle esenzioni fiscali della Chiesa, la cifra sale a circa nove miliardi di euro annui. Aggiungendovi i costi del Vaticano e gli incentivi alle scuole cattoliche la cifra salirebbe a undici miliardi di euro, ma, considerando che senza ospedali e scuole cattoliche lo Stato dovrebbe supplire con risorse proprie, il costo della Chiesa è stimato da Odifreddi intorno ai nove miliardi di euro: questa cifra complessiva equivale a circa il 45 per cento della Finanziaria 2006, che è stata di 20 miliardi.

## Critiche dal mondo cattolico
Lo studioso di religioni Massimo Introvigne, molto vicino agli ambienti cattolici e titolare di una cattedra alla Pontificia Università Gregoriana, ha definito il libro, e in particolare le sezioni bibliche e storiche, «nato già vecchio e moribondo, [un insieme di] vecchiumi, fatti a pezzi dalla storiografia e dalla sociologia storica più recenti».

## Edizioni
- Piergiorgio Odifreddi, Perché non possiamo essere cristiani (e meno che mai cattolici), collana Le spade, Longanesi, 2007,  p. 264, ISBN 978-88-304-2427-2.

### Dati bibliografici
- 1º edizione Longanesi & C. febbraio/2007
- 2º edizione Longanesi & C. marzo/2007 - 264 pp., codice ISBN 88-304-2427-7
- 3º edizione Longanesi & C. marzo/2007
- 4º edizione Longanesi & C. aprile/2007
- 5º edizione Longanesi & C. aprile/2007
- 6º edizione Longanesi & C. maggio/2007